# 船尾座KQ
船尾座KQ，又名BD-14 1971，HD 60414、SAO 153072、HR 2902，是船尾座的一颗恒星，视星等为4.97，位于銀經230.67，銀緯2.52，其B1900.0坐标为赤經7h 29m 12.3s，赤緯-14° 2.52′ 27″。